# Ай-Юрий
Гора Дракон, или Ай-Юри — горный хребет, отрог Главной гряды Крымских гор, геологический памятник среднеюрского вулканизма. Санаторное в Крыму.

## Описание
Представляет собой несогласованную дайку, которая прорвала триасовые и раннеюрские породы примерно 170 млн лет назад и вышла на поверхность в результате тектонических сил и эрозии. Состоит из диабазов, базальтов и трахитов, что сильно выделяет её на фоне известняков и мела. Через гору проложен автомобильный тоннель Южнобережного шоссе. У подножия горы расположен санаторий «Южный» и пляж Мелласа.
Внешним видом гора очень напоминает дракона с чешуей, который прилёг недалеко от моря и застыл, отсюда и название горы.

## Полезные ископаемые
Как и в Карадаге, на горе Дракона были обнаружены хризолит, авгит, топазы, оливин и другие полудрагоценные камни. Также экспедиции геолого-географического факультета Одесского национального университета имени И. И. Мечникова нашли первые алмазы в Крыму. Правда, крымские алмазы слишком малы — меньше миллиметра, поэтому разработка алмазного месторождения нерентабельна. Встречаются скарновые зоны.
Также гора Дракона служила месторождением зелёного габбро-диабаза, из этой породы построен дворец М. С. Воронцова в Алупке.